# Jan Kozina

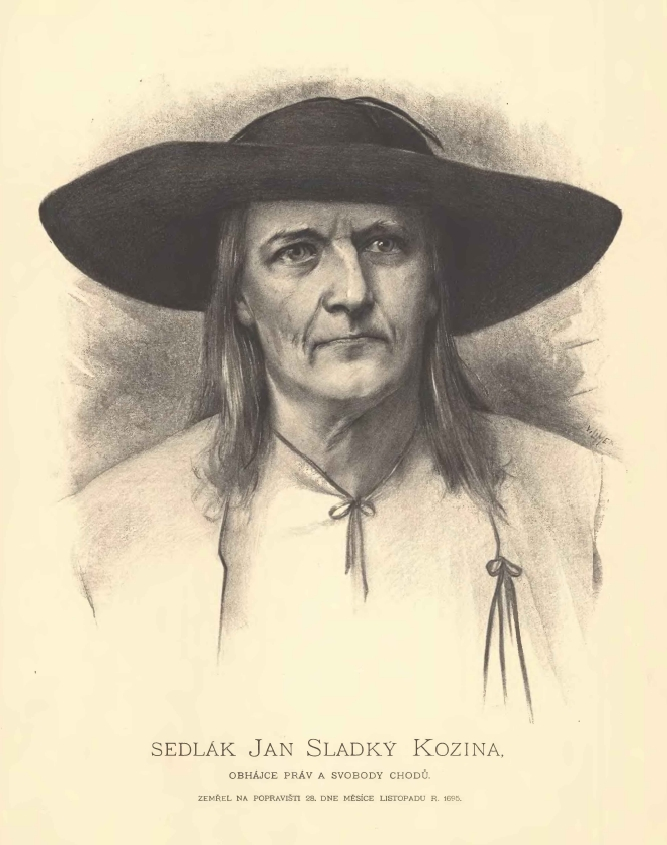
Jan Sladký Kozina

Jan Kozina (o przydomku Sladký, ur. 10 września 1652 w Domažlicach, zm. 26 listopada 1695 w Pilźnie) – chłop czeski, przywódca chłopskiego powstania Chodów w Czechach pod koniec XVII wieku.
Był chłopem wolnym ze wsi Újezd k. Domažlic. Został symbolem czeskiego oporu przeciw władzy niemieckiej. Został skazany na karę śmierci i stracony w Pilźnie. W końcu XIX wieku Alois Jirásek opublikował powieść Psiogłowcy (Psohlavci) o tym powstaniu.
W 1678 jego żoną została Dorota Pelnarova. Ich synem był Adam Kozina (1685-1740).
Potomkami w linii prostej Jana Koziny byli Polacy, inżynier leśnik Jan Maciej Kosina (1859-1943), jego synowie najstarszy Jan Józef Kosina (1894-1940, oficer dyplomowany Wojska Polskiego, ofiara zbrodni katyńskiej), Stanisław (1896-1988, doktor praw, konsul), Andrzej (1898-1920, ofiara wojny polsko-bolszewickiej, kawaler Orderu Virtuti Militari) oraz syn Jana Józefa, Jan Juliusz Kosina (1924-1998). Zgodnie z tradycją rodzinną w kolejnych pokoleniach rodu, jeden z synów otrzymywał imię protoplasty Jana.